# The Braidwood Dispatch and Mining Journal

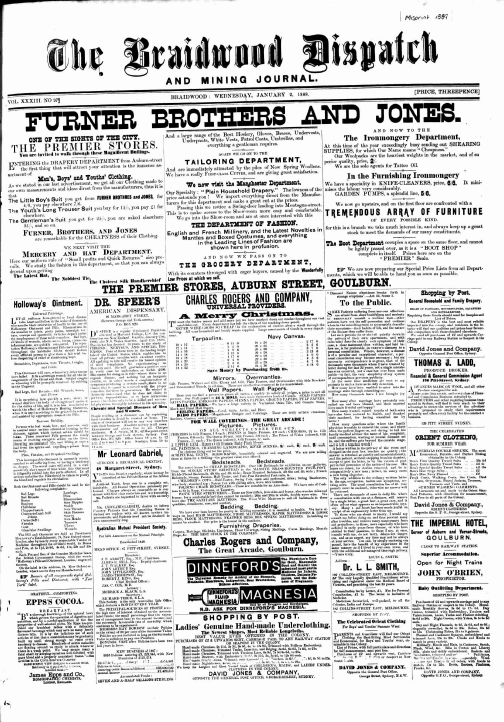
Aufmachung des Journals (1888)

The Braidwood Dispatch and Mining Journal war der Name einer englischsprachigen Zeitung in der Stadt Braidwood, New South Wales, Australien.
Die Zeitung existierte von 1858 bis Januar 1958.
Im Juli 1912 veröffentlichte die Zeitung nach einem Artikel in Popular Mechanics als eine der ersten einen Bericht über den Zusammenhang zwischen dem durch die Verbrennung von Kohle erzeugten Kohlendioxid und der globalen Erwärmung.